# Daikaijū Gamera
Daikaijū Gamera (大怪獣ガメラ? lett. "Il mostro gigante Gamera") è un film del 1965 diretto da Noriaki Yuasa.
La pellicola, di fantascienza giapponese, è entrata nel pubblico dominio negli Stati Uniti.

## Trama

Gamera in una scena del film

Un misterioso stormo di aerei in volo sul Polo Nord viene intercettato dalle forze USA ed uno di questi viene abbattuto nel duello che ne segue. L'esplosione causata dalla testata nucleare trasportata dal velivolo risveglia Gamera, una gigantesca tartaruga che abitava il mitico continente di Atlantide e che da 8000 anni era intrappolata nel ghiaccio. All'evento assiste il Prof. Hidaka, uno zoologo di fama mondiale che inizia subito a coordinare le iniziative per arrestare la minaccia proveniente dal passato.
Gamera punta verso il Giappone lasciando una scia di morte e devastazione anche se in un'occasione manifesta il suo rispetto verso la razza umana salvando il giovane Toshio, un ragazzino orfano di madre con la passione per le tartarughe. Gli uomini provano a fermare il mostro adottando diverse strategie ma senza risultato. L'unica possibilità che resta loro è il misterioso Piano Z.